# Anatole Manceau
Anatole Manceau est un homme politique français né le 11 juin 1875 à Cholet (Maine-et-Loire) et mort le 7 avril 1949 à Cholet

## Biographie

### Famille
D'une ancienne famille choletaise, Anatole Manceau est le fils de Marie Julie Georget et d'Anatole Manceau, négociant, président de la Chambre de commerce de Cholet. Marié avec Marguerite Marie Chaumouillé, il est le père de Bernard Manceau.
Il est l'arrière-grand-père de l'épidémiologiste Antoine Flahault.

### Parcours politique
Après avoir suivi des études en droit, il est élève de l'École des hautes études commerciales.
Conseiller municipal de Cholet de 1904 à 1908 et de 1919 à 1925, conseiller d'arrondissement de 1912 à 1919, il est élu député de 1919 à 1924. Battu, il se présente à une élection sénatoriale partielle en 1925 où il est élu. Il siège jusqu'en 1940.
Questeur du Sénat à partir de 1935, il vote les pleins pouvoirs au maréchal Pétain en 1940 et participe aux réunions de bureau du Sénat jusqu'en 1942. Lors de la dissolution des chambres par Pierre Laval en 1942, il se désolidarise de la protestation des présidents des assemblées, ce qui lui vaut une condamnation à l'indignité nationale à vie en 1945.

## Hommages
La ville de Cholet a dédié une avenue à son nom.

## Sources
- « Anatole Manceau », dans le Dictionnaire des parlementaires français (1889-1940), sous la direction de Jean Jolly, PUF, 1960 [détail de l’édition]